# Absyrtus veridicator
Absyrtus veridicator là một loài tò vò trong họ Ichneumonidae.